# Chienlit
La Chienlit (auch le chienlit, ursprüngliche Schreibung: chie-en-lit) ist anlässlich der Maiunruhen 1968 in Frankreich als ein vom französischen Staatspräsidenten Charles de Gaulle verwendeter politischer Kampfbegriff bekannt geworden, der Chaos bedeutet und sich etwa mit Scheiße im Bett übersetzen lässt (auch eine an die Schreibweise angelehnte falsche Übersetzung als Dog bed – Hundebett kommt vor). De Gaulle wird im Mai 1968 die Aussage zugeschrieben: La réforme, oui; la chienlit, non.
Als Antwort auf die Äußerung de Gaulles wurde plakatiert: La chienlit, c'est lui ! (mit stilisierter Silhouette de Gaulles im Hintergrund). Seither finden sich zahlreiche weitere Illustrationen.
Vom Journalisten und Abgeordneten François Ruffin wurde der Satz La chienlit c’est lui im französischen Fernsehkanal BFM TV in Bezug auf Emmanuel Macron verwendet. Auch Nicolas Sarkozy hat den Begriff verwendet.
Ebenfalls im Gebrauch ist chienlit parlementaire.

## Etymologie

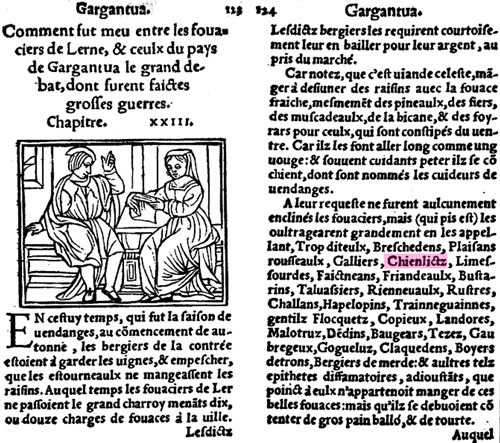
Chienlictz im Gargantua

Der Begriff geht auf eine Pariser Karnevalsfigur zurück, die auf ihre Verkleidung anspielt (Nachthemd mit senfverschmiertem Hinterteil). In der Literatur taucht sie erstmals 1534 im Gargantua von François Rabelais in der Schreibweise Chienlictz auf. Der Sachbegriff la chienlit wurde unter anderem von Émile Zola aufgegriffen. De Gaulle wird der im August 1944 auf den Champs-Élysées in Paris ausgesprochene, an Georges Bidault gerichtete Satz zugeschrieben: Alors, Bidault, c'est la chienlit !